# 福井県道102号春江川西線
福井県道102号春江川西線（ふくいけんどう102ごう はるえかわにしせん）は福井県坂井市と同県福井市を結ぶ一般県道である。

## 概要
同県坂井市の旧春江町域と福井県福井市の旧川西町域を結ぶ役割を担う路線である。川西町は高度経済成長の流れによる合併により、春江町は平成の大合併により、それぞれ消滅した。これにより郡部同士を結ぶ役割だったものが市部同士を結ぶ役割に転化し、より重要性を増したといえる。さらにもともと主要地方道同士を結ぶ役割も担っているため、様々な役割を果たす路線といえるだろう。

### 路線データ
- 起点：福井県坂井市春江町中筋
- 終点：同県福井市砂子坂町

## 通過する自治体
- 福井県
  - 坂井市 - 福井市

## 道路状況
全線片側1車線が確保されているが、右左折や重複が多く一般的な県道の概念には当てはまらない路線である。終点も重複区間上にあるため、当路線が福井市内を走っていることを認識していないドライバーも多いと思われる。3本の南北に走る主要地方道と接続しているため、その道路間の接続ルートとして機能しており、部分部分の利用が多く混雑することも間々ある。このため、全線通しての利用はあまり見られない道である。

## 接続路線
- 福井県道29号福井金津線＜旧道＞（坂井市春江町中筋・春江駅前、起点 -＜重複＞- 同市春江町随応寺・随応寺交差点）
- 福井県道29号福井金津線＜現道＞（坂井市春江町随応寺・随応寺交差点）
- 福井県道234号福井空港線（坂井市春江町江留中）
- 福井県道5号福井加賀線（坂井市春江町松木・松木交差点 -＜重複＞- 同市春江町中庄・中庄交差点）
- 福井県道10号丸岡川西線（坂井市春江町取次・取次交差点 -＜重複＞- 福井市砂子坂町、終点）

福井県道10号重複区間内の接続路線
- 福井県道103号福井三国線（坂井市春江町取次・取次交差点 -＜重複＞- 同市春江町布施田新・布施田橋東詰交差点）
- 福井県道155号八幡横越線（福井市布施田町・布施田橋西詰）
- 国道416号＜新道（島山梨子 - 里別所バイパス）＞（福井市布施田町 -＜重複＞- 同・布施田交差点）
- 福井県道156号佐野山岸線（福井市砂子坂町、終点）

## 沿線にある施設
- 春江駅（ハピラインふくい線）
- 嶺北消防組合本部・嶺北消防署
- 坂井市役所春江支所
- 坂井市立春江中学校
- 西春江ハートピア駅（えちぜん鉄道三国芦原線）
- ゆりの里公園
- 九頭竜川（布施田橋）